# Pezodrymadusa magnifica
Pezodrymadusa magnifica är en insektsart som först beskrevs av Werner 1901.  Pezodrymadusa magnifica ingår i släktet Pezodrymadusa och familjen vårtbitare. Inga underarter finns listade i Catalogue of Life.